# Прибутковий будинок Міхельсона — Щербакова
Прибутковий будинок Міхельсона-Щербакова — пам'ятка архітектури місцевого значення в Одесі (вул. Ніжинська, 30).

## Історія
В 1878 році на даній ділянці вже існував будинок Георгію Георгі. У 1898 році ділянка належала нащадкам Георгі і мала адресу Ніжинська вул., 32 . У 1899 році нащадки Георгі продали будинок О. С. Щербакову, який у той рік або трохи пізніше замість попередніх споруд збудував великий прибутковий будинок з трьома фігелями по периметру подвір'я. На фасаді під фронтоном рохміщений надпис "О. С. Щербаков". У написі «О. С. Щербаков» не вистачає знака «ъ», обов'язкового для дореволюційних текстів, що може бути пов'язаним з нестачею необхідного простору для надпису. Згідно з офіційними джерелами, будинок був побудований в 1890 році Львом Влодеком, однак враховуючи час придбання ділянки та зовнішній вигляд будинку дата у переліку була вказана за припущенням без підтвердження архівними джерелами.  
О. С. Щербаков був власником бетонного заводу, що був розташований на ділянці О. Е. Щербакова на вул. Болгарській, 68. Заклад вперше з'являється у джерелах у 1899 році, однак у рекламі вказується, що власника заводу звали Йосип Єфімович Щербаков. У 1907 році ділянкою на Болгарській володіли нащадки Щербакова, а його заклад у довідниках більше не згадується. Імовірно до того часу О. Є. Щербаков вмер. За адресними довідниками у 1908 - 1909 роках у 1-му Водопровідному провулку існувала ділянка Йосипа Єфімовича Щербакова, однак імовірно у ті часи вона належала також його спадкоємцям.
З 1907 року бетонний завод Щербакова більше не згадується, а ділянка на Ніжинській у тому же році була продана єврею, купцю 2-ї гільдії Хаїму Берковичу Міхельсону (Михайлу Борисовичу), про що свідчить табличка ліворуч від брами, у який вказаний єврейський варіант написання імені. Даний домовласник проживав у іншому власному будинку на Єврейській вул., 22, де він тримав контору по продажу зерна. Ділянка на Ніжинській належала Міхельсону навіть і у 1913 році .

## Опис
В архітектурному плані будинок Міхельсона-Щербакова являє собою гарний зразок межі ХІХ - ХХ ст. Декор будинку має певну площинність і витонченість, частина головного фасаду облицьована кахлями. Ризалти будинку нагадують пасаж Менделевича. Дворові фасади оздоблені великою кількістю ліпних прикрас. На фасаді заднього флігеля на рівні кожного поверху розташована ніша, де збереглися скульптури. Якщо скульптури виконані з бетону, тоді вони служили своєрідною рекламою закладу О. Е. Щербакова, який розміщував свою рекламу не тільки в друкованих виданнях, а й на фасадах будівель і навіть на сходових майданчиках. Огорожі сходів не є дуже коштовними, вони уявляють собою самобутню варіацію достатньо поширеного бюджетного варіанту балясин.

## Галерея

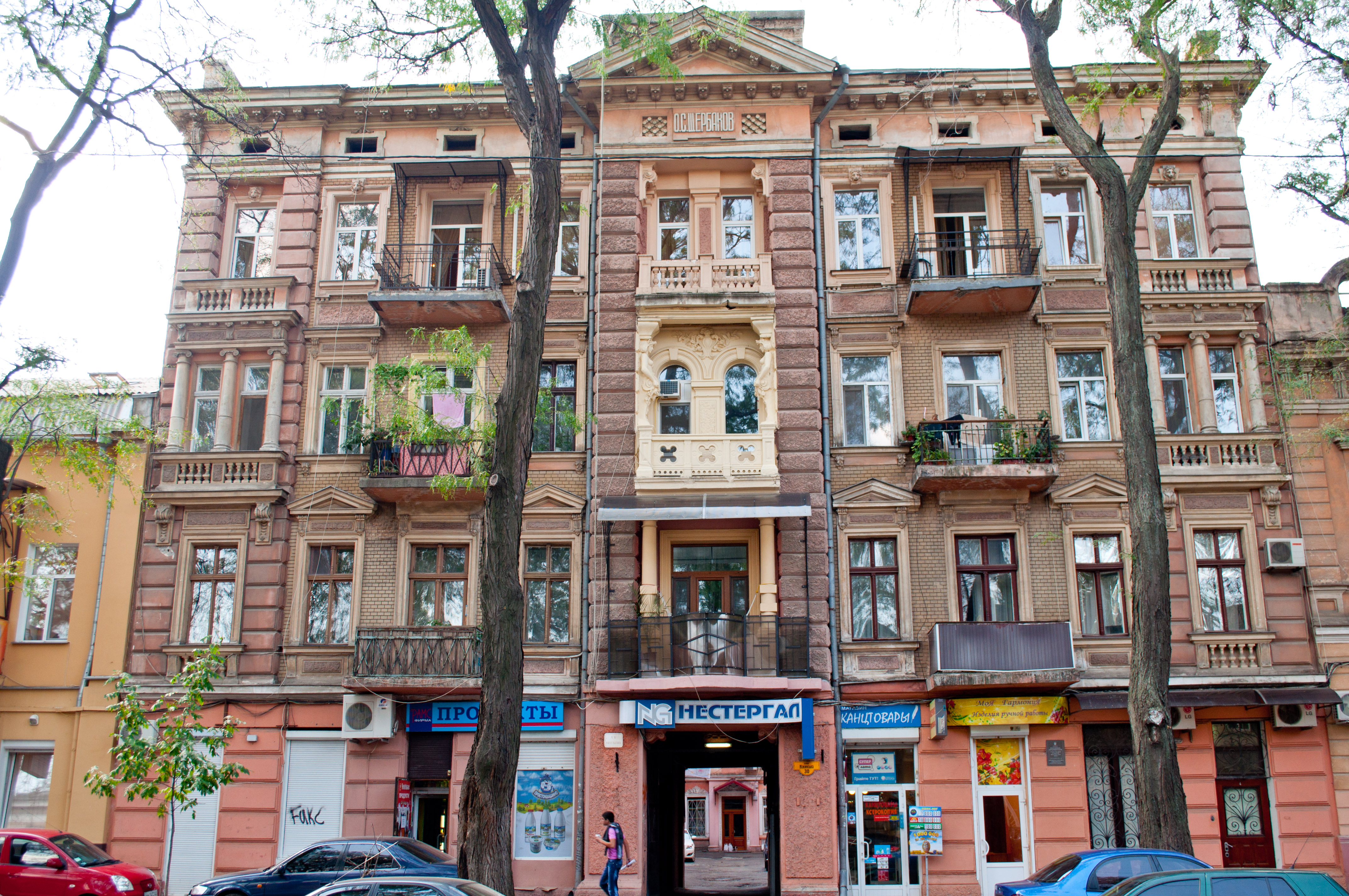
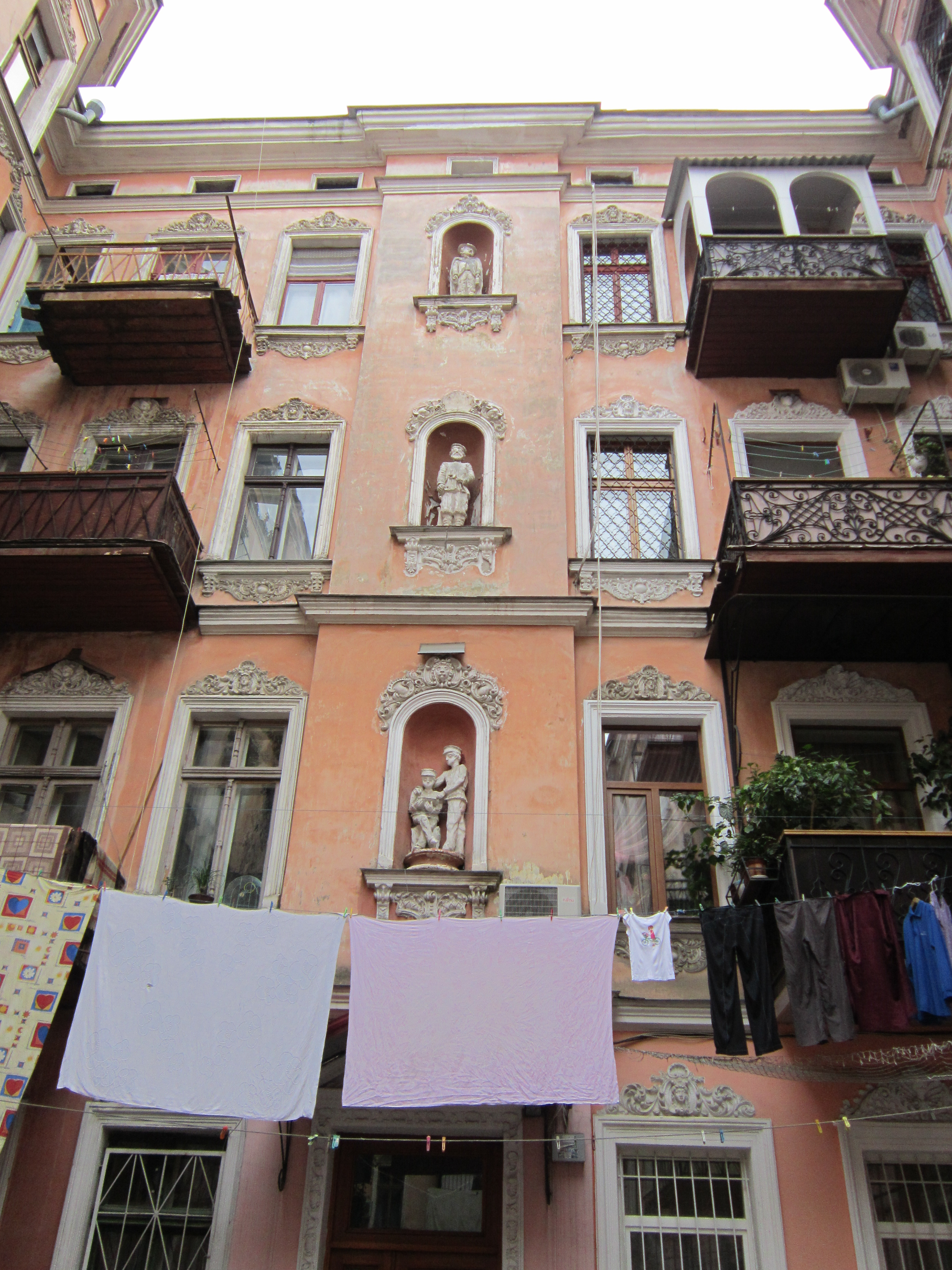
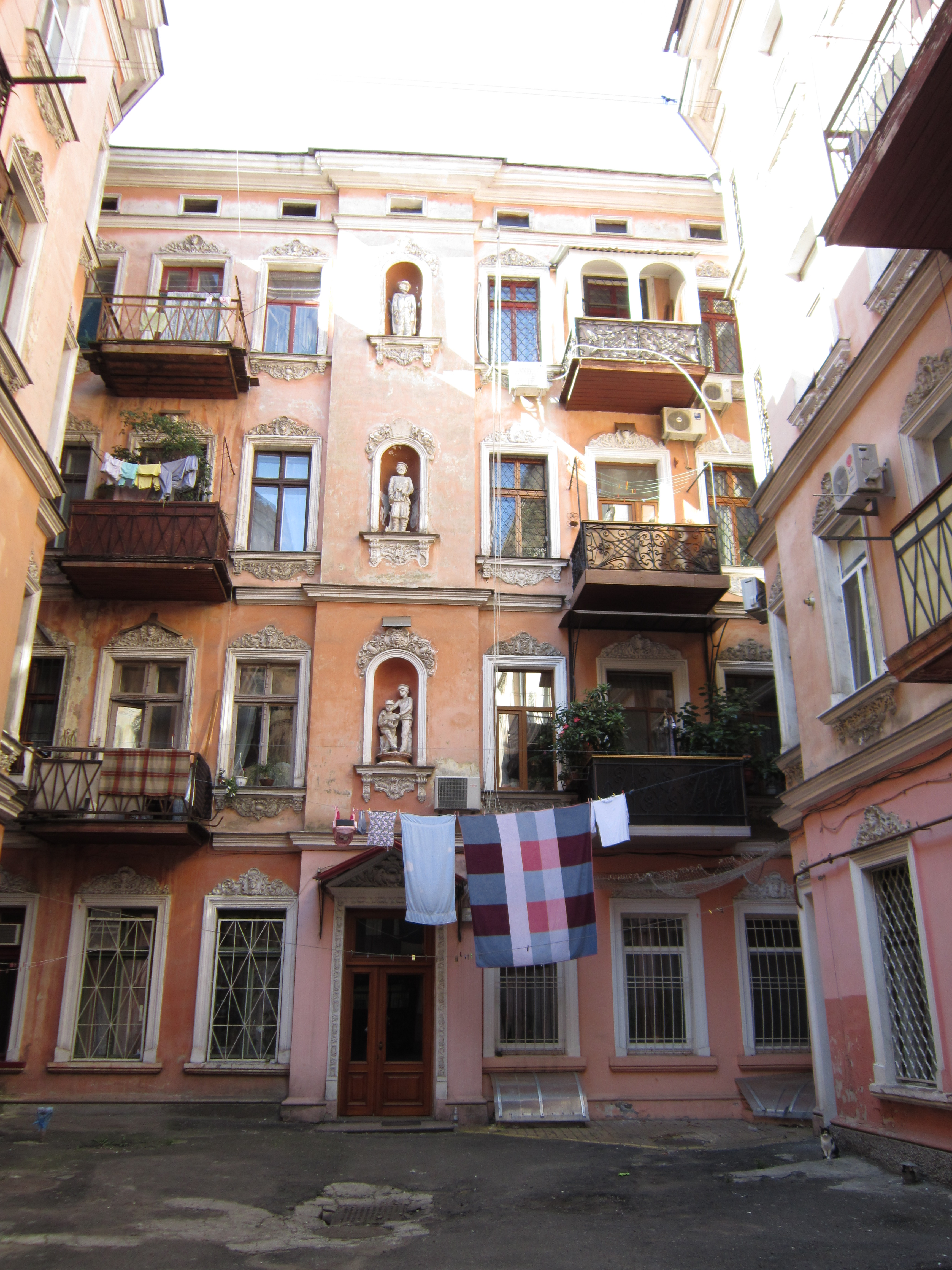
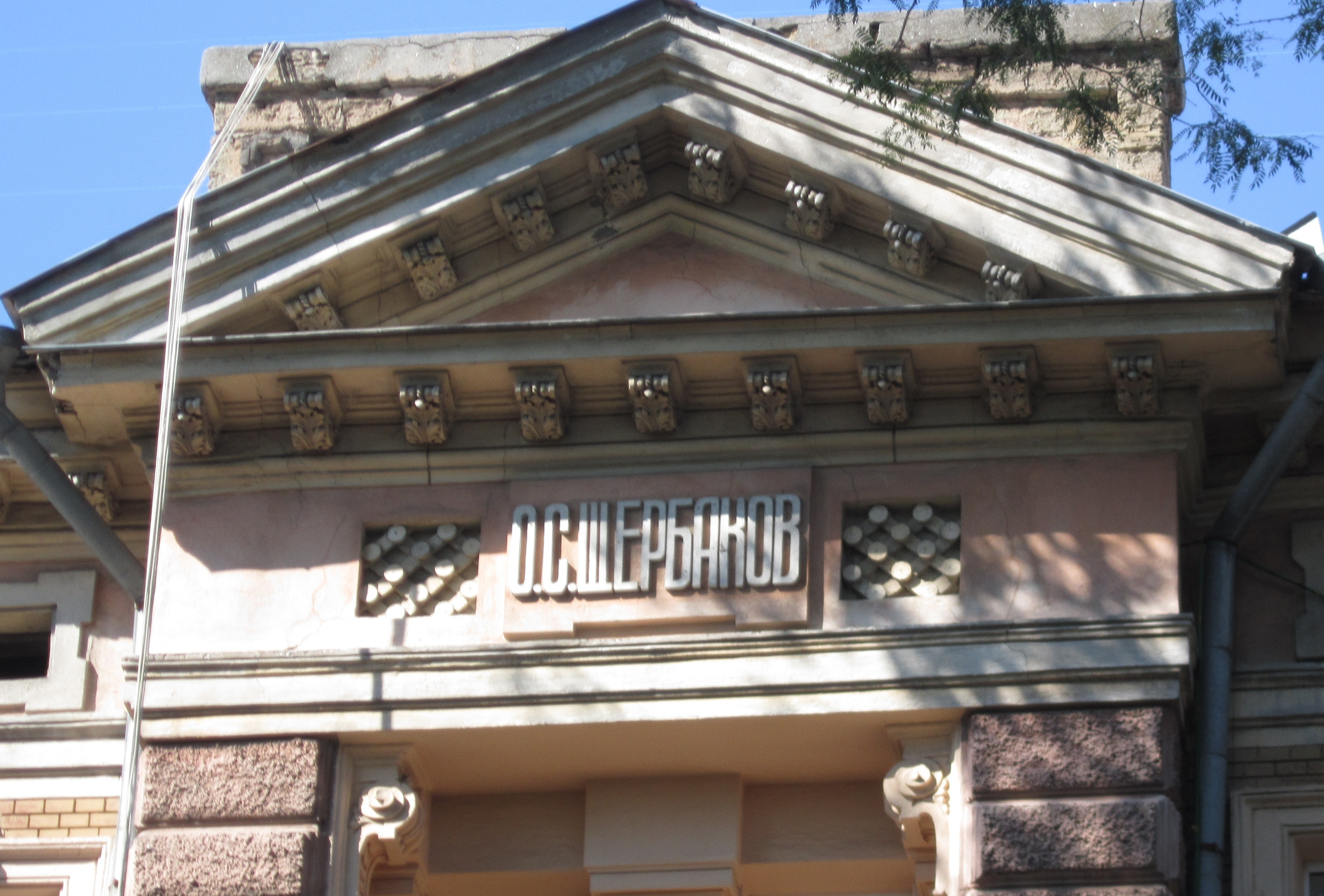
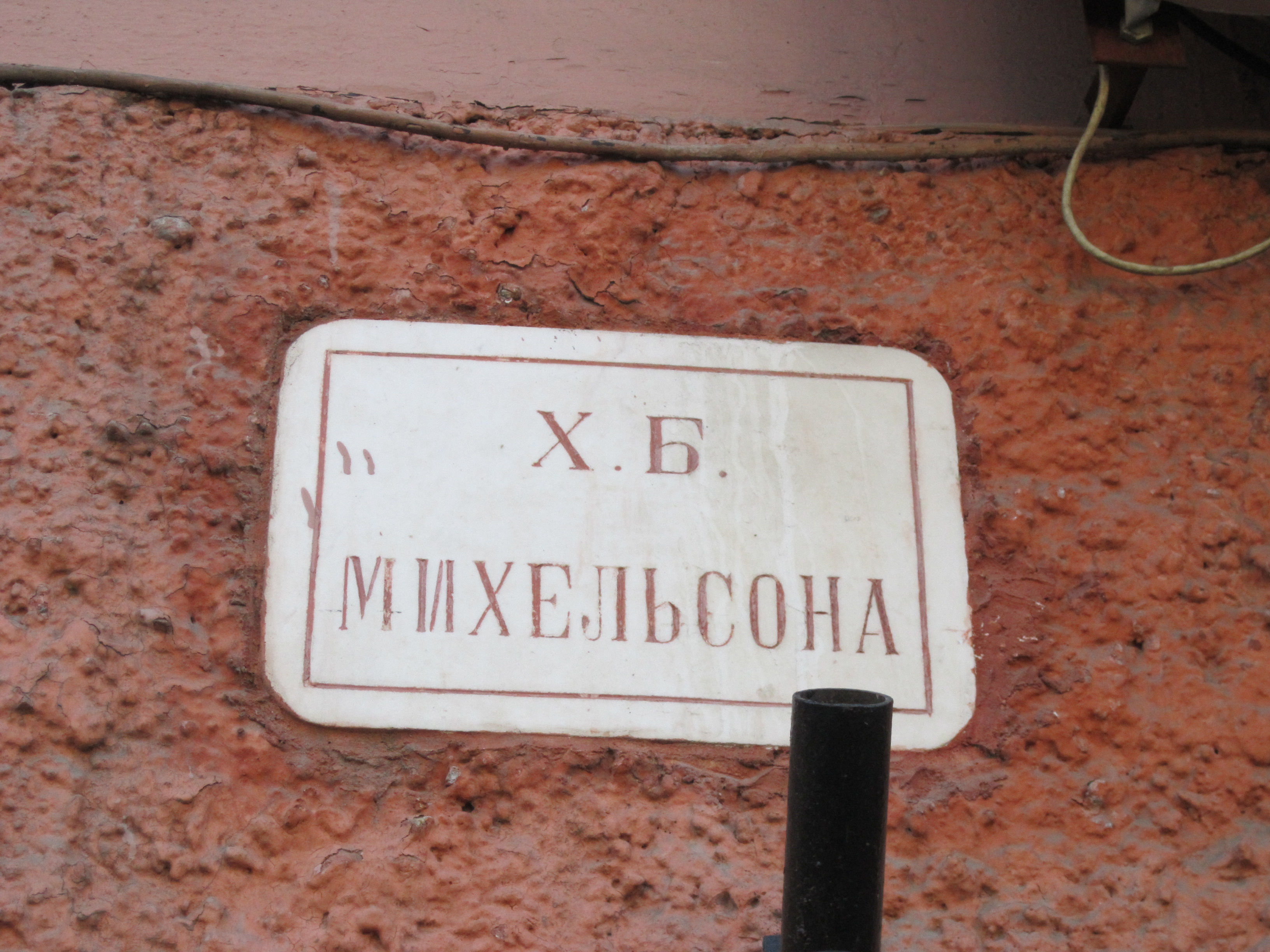